# Colobaspis femorata
Colobaspis femorata es una especie de coleóptero de la familia Megalopodidae.

## Distribución geográfica
Habita en China.